# Vatnahjalli
Vatnahjalli är en bergstopp i republiken Island. Den ligger i regionen Västfjordarna, 210 km norr om huvudstaden Reykjavík. Toppen på Vatnahjalli är 865 meter över havet.
Närmaste större samhälle är Þingeyri, nära Vatnahjalli.